# Frank Díaz González
Frank Díaz González es un deportista cubano que compitió en taekwondo. Ganó dos medallas de bronce en los Juegos Panamericanos en los años 2007 y 2011.

## Palmarés internacional
| Juegos Panamericanos | Juegos Panamericanos    | Juegos Panamericanos | Juegos Panamericanos |
| Año                  | Lugar                   | Medalla              | Categoría            |
| -------------------- | ----------------------- | -------------------- | -------------------- |
| 2007                 | Río de Janeiro (Brasil) | Medalla de bronce    | –58 kg               |
| 2011                 | Guadalajara (México)    | Medalla de bronce    | –58 kg               |